# Bohdan Łepki
Bohdan Łepki (ukr. Богдан Лепкий, ur. 9 listopada 1872 we wsi Krzyweńkie, zm. 21 lipca 1941 w Krakowie) – ukraiński prozaik, poeta i literaturoznawca, senator RP V kadencji.

## Życiorys
Był synem Sylwestra, wykształconego duchownego (absolwent filologii klasycznej i teologii na Uniwersytecie Lwowskim), jednocześnie pierwszego nauczyciela przyszłego pisarza, a później krytyka jego utworów. Łepki spędził dzieciństwo we wsi Krogulec, również w ówczesnym powiecie husiatyńskim, od 1878 mieszkał w Brzeżanach, gdzie ukończył C. K. Gimnazjum w Brzeżanach z wykładowym językiem polskim. To właśnie na czasy nauki w tej placówce przypadają jego pierwsze próby literackie. Po ukończeniu gimnazjum kontynuował naukę w wiedeńskiej Akademii Sztuk Pięknych, ale wkrótce przeniósł się na uniwersytet we Lwowie. Dużo pisał, udzielał się w studenckim stowarzyszeniu Watra (Ватра). Począwszy od 1895, jego utwory ukazywały się na łamach periodyków, m.in. „Diło” („Ділo”) i „Bukowyna” („Буковинa”).
Podczas jednego z wakacyjnych pobytów u rodziców poznał Iwana Frankę. To spotkanie wywarło na nim ogromne wrażenie. W 1895 powrócił do Brzeżan, gdzie rozpoczął pracę w gimnazjum. Wówczas powstały wiersze i opowiadania: Stricza, Dla brata, W swit za oczi, Dywak (Стріча, Для брата, В світ за очі, Дивак) oraz tłumaczenia, studia nad twórczością Marii Konopnickiej, sztuka Za chlibom (За хлібом), która została wystawiona przez teatr Ruśka Besida (Руськa бесідa).
Jednak życie w prowincjonalnym miasteczku nie sprzyjało rozwojowi jego talentu. W roku 1899 przeprowadził się do Krakowa, tętniącego życiem ośrodka nauki i kultury, gdzie rozpoczął pracę na Uniwersytecie Jagiellońskim. W tamtych czasach w Krakowie przebywała znaczna grupa ukraińskich twórców i z czasem dom Łepkiego stał się miejscem ich spotkań. Gościł często u siebie Wasyla Stefanyka, Ostapa Łuckiego, Bohdana Bojczuka. W sobotnie wieczory natomiast w czytelni Proswity (Просвітa) dyskutowali na tematy literackie. Łepki należał do lwowskiego ugrupowania poetyckiego Mołoda Muza i w tym środowisku nazywano go profesorem.
W Krakowie pracował nad swoimi zbiorami opowiadań, które ukazały się drukiem: Z seła (1898), Opowidannia, Szczasływa hodyna (1901), W hłuchim kuti (1903), Po dorozi żyttia (По дорозі життя, 1905), Kydaju słowa (Кидаю слова, 1911). Drukuje kolejne tomiki poezji: Striczky (1901), Łystky padyt’, Osiń (1902), Na czużyni (1904), Z hłybyn duszi (1905), Dla ideji (1911), Z-nad moria (З-над моря, 1913) oraz studia literackie i tłumaczenia na język polski (m.in. Słowo o wyprawie Igora).
Po wybuchu I wojny światowej Łepki wyjechał do Wiednia, gdzie wraz z grupą znajomych z grupy Mołoda Muza drukował broszury i zbiory pieśni. W 1915 objęła go mobilizacja. Nie został wysłany na front, lecz skierowany do pracy kulturalno-wychowawczej w obozie jenieckim w Niemczech.
Po zakończeniu wojny powrócił do ojczyzny, ale wkrótce, w 1920, wyjechał do Berlina. Echa wydarzeń wojennych można odnaleźć w wielu utworach Łepkiego: Buria, Intermezzo, Weczir, Dzwony, Dusza, Swoji (Буря, Intermezzo, Вечір, Дзвони, Душа, Свої).
W 1925 powrócił do Krakowa i został profesorem Uniwersytetu Jagiellońskiego. Zmarł 21 lipca 1941 roku. Został pochowany na cmentarzu Rakowickim w Krakowie (kwatera XXXIV-płd.-9). Utwory Łepkiego tłumaczono na polski, rosyjski, czeski, niemiecki, węgierski.

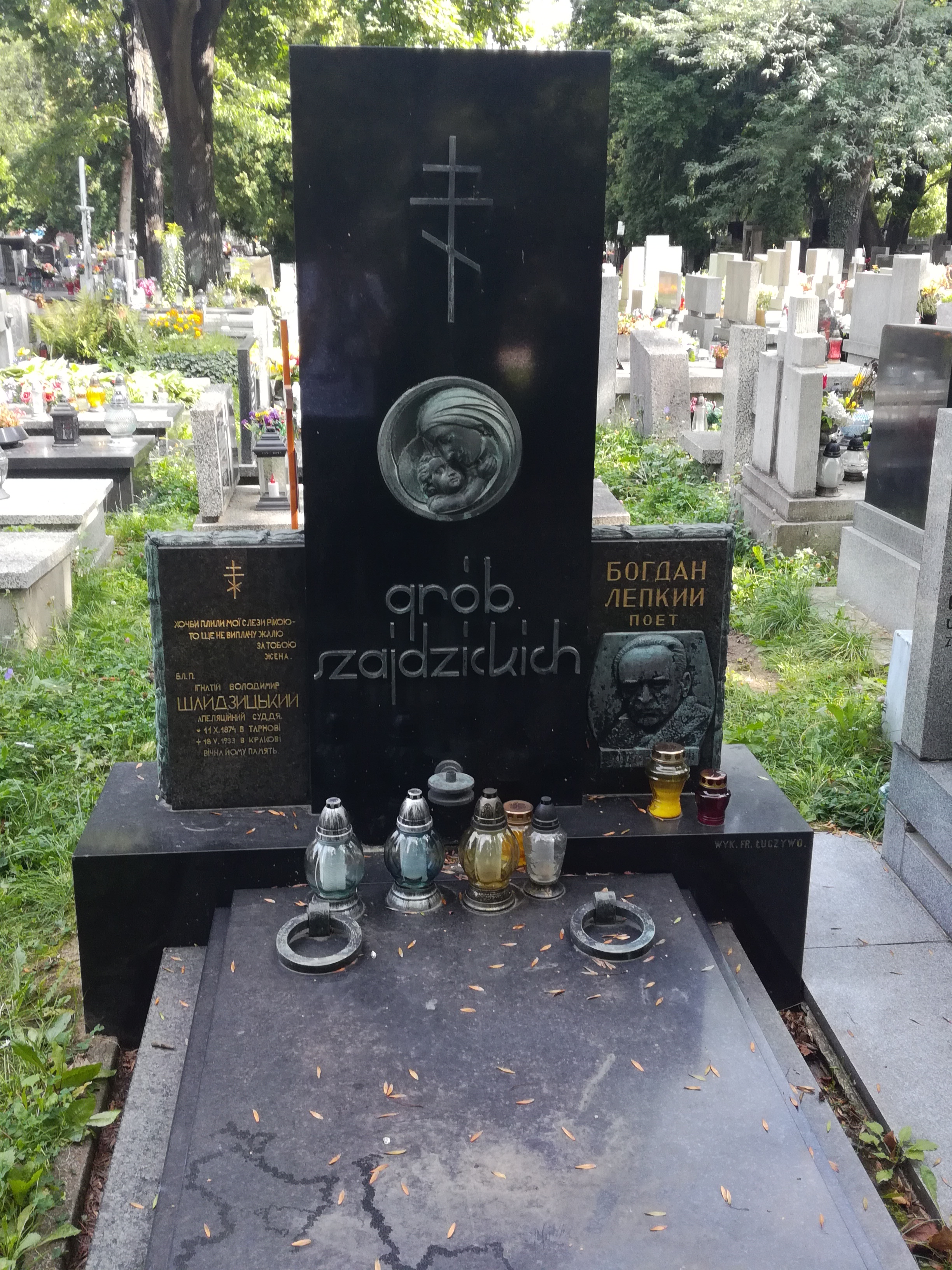
Grób prof. Bohdana Łepkiego na cmentarzu Rakowickim

## Twórczość

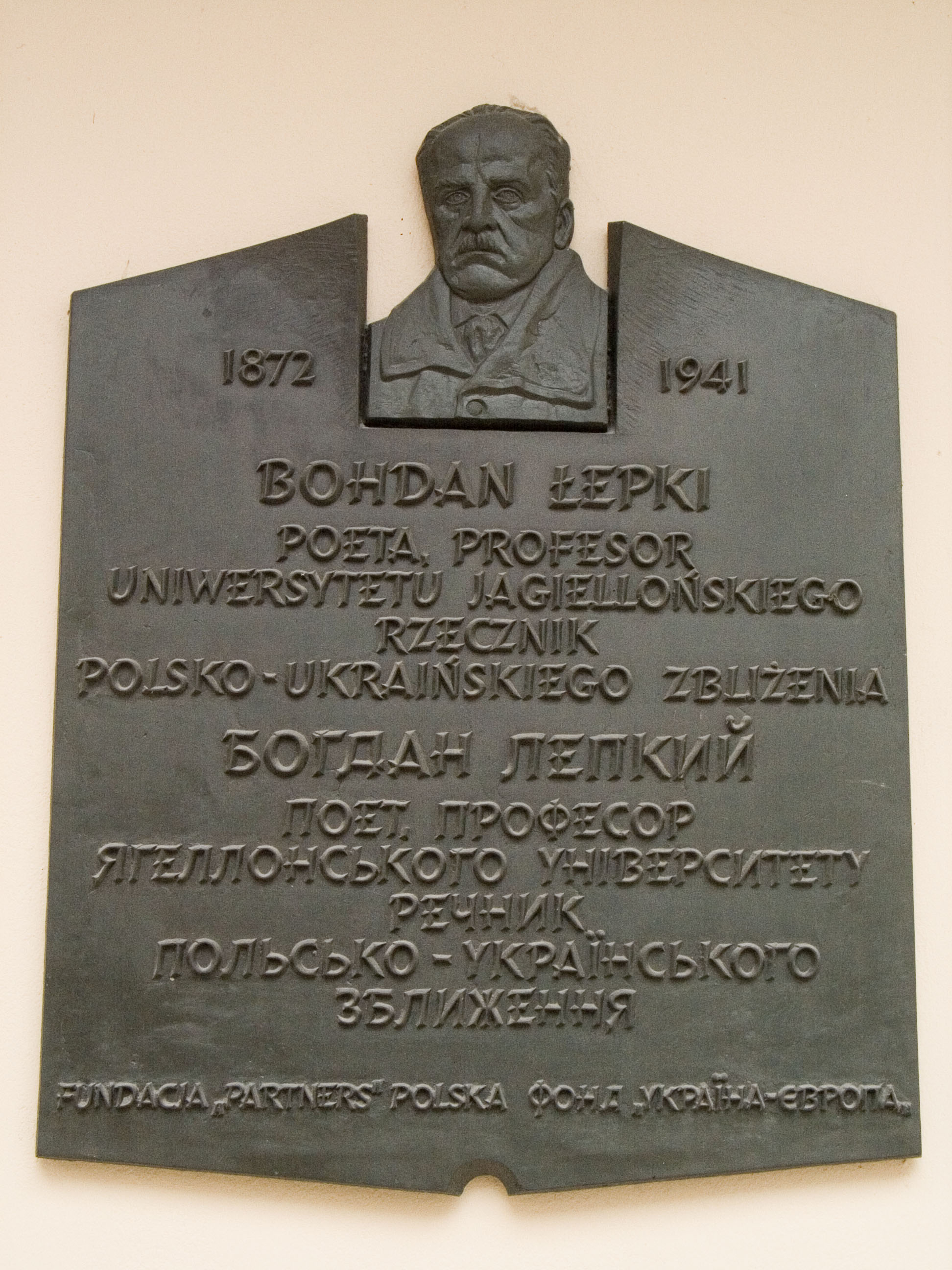
Tablica pamięci Bohdana Łepkiego, wmurowana w ścianę Instytutu Polonistyki UJ

### Poezja
- Striczky (Стрічки, 1901)
- Łystky padutʹ (Листки падуть, 1902)
- Osiń (Осінь, 1902)
- Na czużyni (На чужині, 1904)
- Z hłybyn duszi (З глибин душі, 1905)
- Nad rikoju (Над рікою, 1905)
- Poezije, rozrado odynoka (Поезіє, розрадо одинока, 1908)
- Dla ideji (Для ідеї, 1911)
- Tym, szczo polahły (Тим, що полягли, 1916)
- Dola (Доля, 1917)
- Wybir wirsziw (Вибір віршів, 1921)
- Slota (Сльота, 1926).

### Opowiadania
- Z seła (З села, 1898)
- Z żyttia (З життя, 1899)
- Szczasływa hodyna (Щаслива година, 1901)
- U hłuchim kuti (У глухім куті, 1903)
- Nowa zbirka (Нова збірка, 1903)
- W horach (В горах, 1904)
- Kara (Кара, 1905)
- Kydaju słowa (Кидаю слова, 1911)

### Powieści
- Pid tychyj weczir (Під тихий вечір, 1923)
- Sotnykiwna (Сотниківна, 1927)
- Zirka (Зірка, 1929)
- Wadym (Вадим, 1930)
- Wesełka nad pustyrem (Веселка над пустирем, 1929)
- Krutiż (Крутіж, 1941)
- cykl Mazepa (Мазепа) składający się z części: Motria (Мотря, 1926), Ne wbywaj (Не вбивай, 1926), Baturyn (Батурин, 1927)
- Połtawa – Nad Desnoju i Boji (Полтава – Над Десною і Бої, 1928-1929)
- Mazepa – powtórne wydanie (Мазепа, 1955)

### Wspomnienia
- Kazka mojoho żyttia (Казка мойого життя): Krehuleć (Крегулець, 1936), Do Zarwanyci (До Зарваниці, 1938), Bereżany (Бережани, 1941) oraz Try portrety (Три портрети, 1937).

### Opracowania naukowe
- Zarys literatury ukraińskiej. Podręcznik informacyjny, Warszawa – Kraków 1930